# Heteroclinus wilsoni
Heteroclinus wilsoni är en fiskart som först beskrevs av Lucas, 1891.  Heteroclinus wilsoni ingår i släktet Heteroclinus och familjen Clinidae. Inga underarter finns listade i Catalogue of Life.